# Anthela

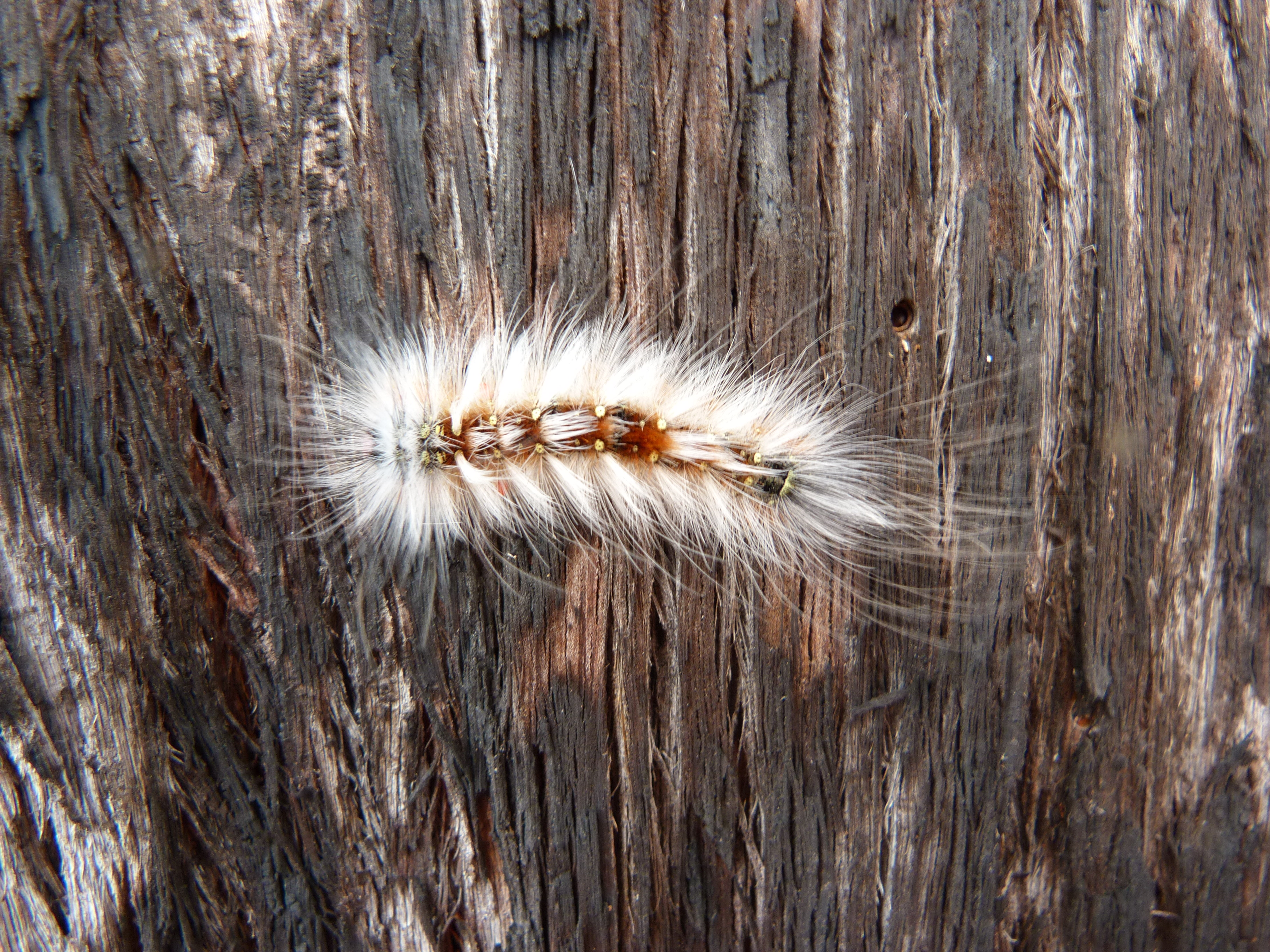
Ấu trùng của Anthela varia

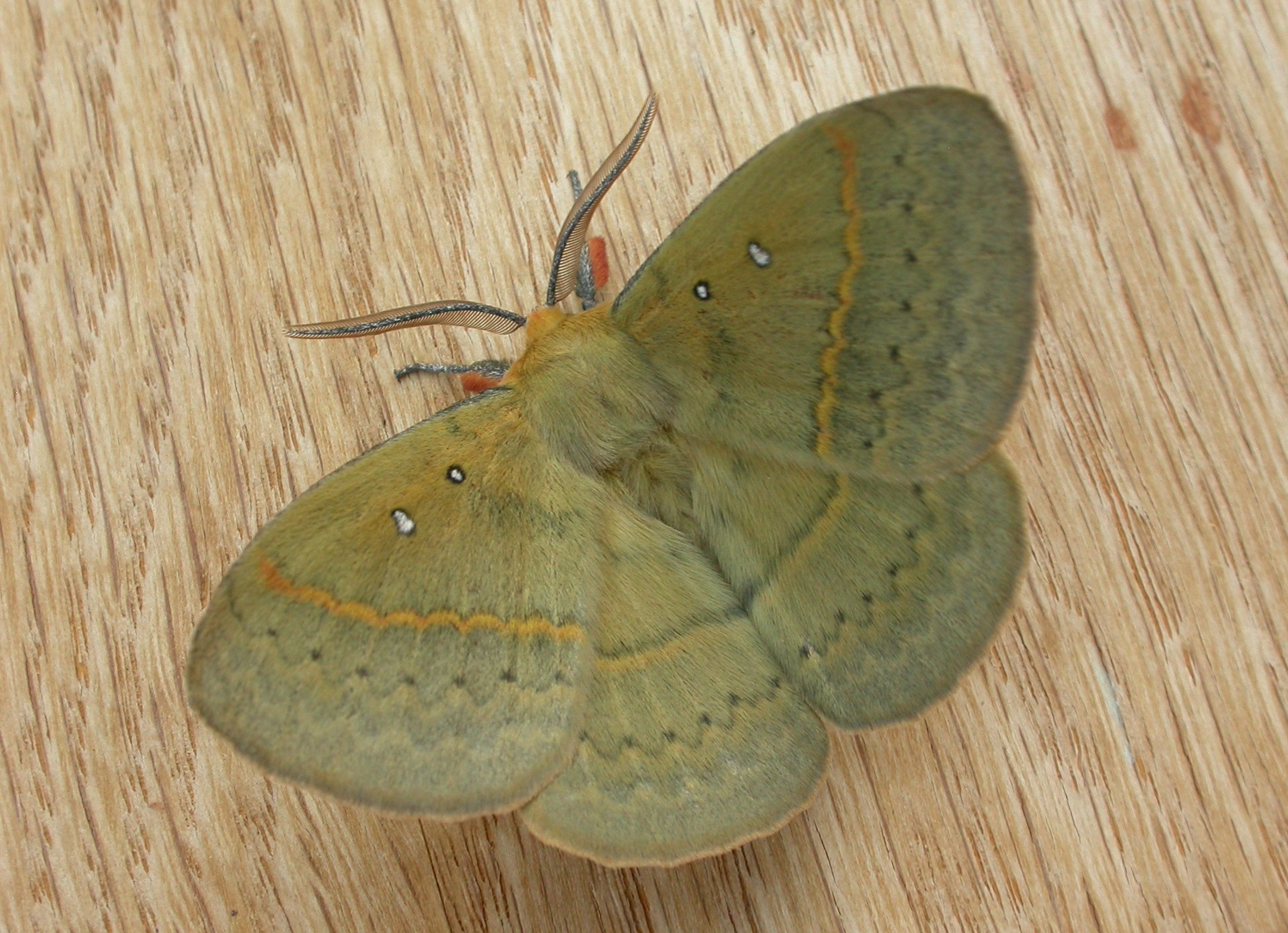
Anthela nicothoe

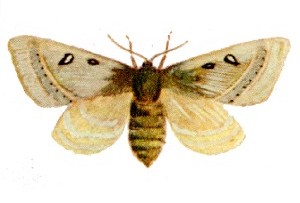
Anthela ocellata

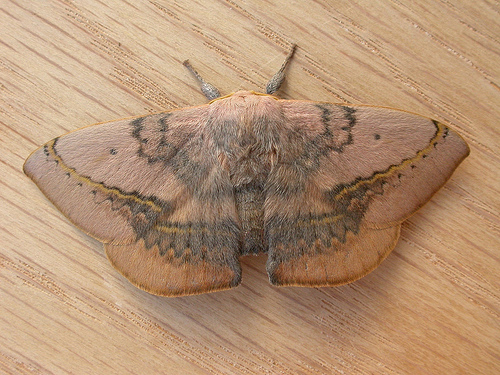
Anthela varia

Anthela là một chi bướm đêm thuộc họ Anthelidae. Chi này được Francis Walker khởi xướng năm 1855.

## Loài
- Anthela achromata
- Anthela acuta
- Anthela addita
- Anthela adriana
- Anthela allocota
- Anthela angiana
- Anthela ariprepes
- Anthela asciscens
- Anthela astata
- Anthela asterias
- Anthela barnardi
- Anthela basigera
- Anthela binotata
- Anthela brunneilinea
- Anthela callileuca
- Anthela callispila
- Anthela callixantha
- Anthela canescens
- Anthela centralistrigata
- Anthela charon
- Anthela clementi
- Anthela cnecias
- Anthela connexa
- Anthela decolor
- Anthela deficiens
- Anthela denticulata
- Anthela ekeikei
- Anthela euryphrica
- Anthela excellens
- Anthela exoleta
- Anthela ferruginosa
- Anthela guenei
- Anthela habroptila
- Anthela heliopa
- Anthela hyperythra
- Anthela inconstans
- Anthela inornata
- Anthela limonea
- Anthela linearis
- Anthela linopepla
- Anthela maculosa
- Anthela neurospasta
- Anthela nicothoe
- Anthela ocellata
- Anthela ochroptera
- Anthela odontogrammata
- Anthela oressarcha
- Anthela ostra
- Anthela phaeodesma
- Anthela phoenicias
- Anthela postica
- Anthela protocentra
- Anthela pudica
- Anthela pyrrhobaphes
- Anthela reltoni
- Anthela repleta
- Anthela roberi
- Anthela rosea
- Anthela rubeola
- Anthela rubescens
- Anthela rubicunda
- Anthela rubriscripta
- Anthela serranotata
- Anthela stygiana
- Anthela subfalcata
- Anthela tetraphrica
- Anthela trisecta
- Anthela unisigna
- Anthela varia
- Anthela virescens
- Anthela xantharcha
- Anthela xanthocera

## Tình trạng không rõ
- Anthela julia Hulstaert, 1924
- Anthela lineosa (Walker, 1862)
- Anthela xanthobapta Lower